# Manuel Sánchez Mármol (Tabasco)
Manuel Sánchez Mármol es una localidad del municipio de Huimanguillo ubicado en la subregión de La Chontalpa del estado mexicano de Tabasco.

## Geografía
La localidad de Manuel Sánchez Mármol se sitúa en las coordenadas geográficas 17°45′23″N 93°43′31″O / 17.756389, -93.725278, a una elevación de 30 metros sobre el nivel del mar.

## Demografía
Según el Conteo de Población y Vivienda 2020, efectuado por el Instituto Nacional de Estadística y Geografía, la localidad de Manuel Sánchez Mármol tiene 699 habitantes, de los cuales 347 son del sexo masculino y 352 del sexo femenino. Su tasa de fecundidad es de 2.82 hijos por mujer y tiene 195 viviendas particulares habitadas.
| Gráfica de evolución demográfica de Manuel Sánchez Mármol entre 1970 y 2020 |
|                                                                             |
| INEGI.                                                                      |